# Zoubova Poliana
Zoubova Poliana (en russe : Зубова Поляна, en mokcha : Зубу, Zoubou) est une commune urbaine de la république de Mordovie au sein de la fédération de Russie. Elle est le centre administratif du raïon de Zoubova Poliana.

## Géographie
Zoubova Poliana est située au sud-ouest de la république, 
Zoubova Poliana se trouve à l’extrémité Sud-Ouest de la république de Mordovie à vol d'oiseau à 380 km au sud-est de Moscou et à 150 km à l'ouest de Saransk, capitale de la république de Mordovie. La commune, arrosée par la Partsa, se trouve non loin de l'oblast de Riazan et de l'oblast de Penza à l'extrémité Ouest du plateau de la Volga en bordure e la rivière Partsa (un affluent de la Vad, du bassin de l'Oka) et son affluent, la Krivoucha.
La température moyenne en janvier est de -10,6°С, en juillet de +19,7°С.

Zoubova Poliana est le centre administratif du plus grand raïon de la République de Mordovie (ici le numéro 8).

Elle est le centre administratif d'un raïon de la république de Mordovie, le raïon de Zoubova Poliana.
La commune urbaine se trouve au sein du territoire historique des Mordves-Morkchanes qui représentent encore aujourd'hui la majorité de la population.

## Histoire
La commune aurait été mentionnée pour la première fois durant la seconde moitié du XVIIe siècle. Ce n'est cependant qu'au XXe siècle que l'endroit se développa fortement, après que la ligne ferroviaire Riazan-Kazan fut construite à travers la ville.
Zoubova Poliana a reçu le statut de commune urbaine en 1959 et l'administration de son raïon déjà en 1928.

## Transport
Zoubova Poliana se trouve sur la   reliant Moscou à l'Oural. Il faut compter un peu plus de 6 heures pour rallier la capitale russe. La magistrale M5 forme le tronçon Moscou-Oural de la E30 reliant Cork (Irlande) à Omsk (Russie) en passant donc par Zoubova Poliana.
Zoubova Poliana se trouve sur la ligne du Transsibérien et est ainsi relié à Moscou (entre 6 et 7 heures de voyages) et d'autres villes russes par la Compagnie des chemins de fer russes.

## Démographie
La population de Zoubova Poliana a évolué comme suit:
| 1959  | 1970  | 1979  | 1989   | 2002   |
| ----- | ----- | ----- | ------ | ------ |
| 8 593 | 7 672 | 9 672 | 10 715 | 10 355 |

| 2009   | 2012   | 2015   | 2020  | - |
| ------ | ------ | ------ | ----- | - |
| 10 303 | 10 237 | 10 162 | 9 882 | - |

## Galerie

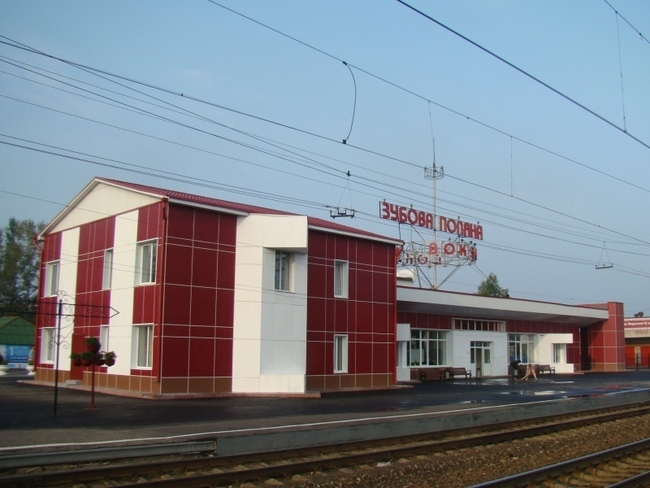
Gare de Zoubova Poliana.